# Coccorchestes piora
Coccorchestes piora är en spindelart som beskrevs av Balogh 1980. Coccorchestes piora ingår i släktet Coccorchestes och familjen hoppspindlar. Inga underarter finns listade i Catalogue of Life.